# 李赋宁
李赋宁（1917年3月24日—2004年5月10日），男，祖籍陕西蒲城，生于江苏南京，中国教育家、翻译家。中国西方语言文学大师。

## 生平
李赋宁祖籍陕西蒲城，1917年3月生于江苏南京。1939年毕业于清华大学外文系。1941年毕业于清华大学研究院。1941年至1946年任教于西南联合大学外语系。1946年在美国耶鲁大学研究院英语系学习，1948年获硕士学位。
1950年回到中国后，任清华大学外文系副教授。1952年任北京大学西语系教授。
2004年5月10日因癌症逝世，享年87岁。

## 家庭
父亲李仪祉为水利学家。解剖学家李赋京、水利学家李赋都为其党兄。

## 学术贡献
李赋宁通晓英语、法语、德语、拉丁语、希腊语和古英语等多种外语，治学范围广阔。他著有《英语史》、《李赋宁论英语学习和西方文学》、《漫谈英语学习》、《英语学习经验谈》等；译有《艾略特文学论文集》、《约翰生〈莎士比亚戏剧集〉序》等；编纂了《英国文学名篇选注》（合编）、《英语学习指南》等多部编著；并发表学术论文数十篇。
李赋宁在清华大学和北京大学任教期间，先后开设了专业英语、专业法语、英语史、古英语、拉丁语、古希腊罗马文学、中世纪英国文学、16、17世纪英国文学、莎士比亚研究、欧洲文学史、西方文学批评、英国文学史、法国文学史、英国文学选读、莫里哀专题、汉英翻译等课程。

## 著作
- 《李赋宁论英语学习和西方文学》（北京大学出版社 1985年）ISBN 000000997216
- 《英语史》（商务印书馆 1991年）ISBN：7100009049
- 《英国文学论述文集》（外语教学与研究出版社，1997年）
- 《英国文学名篇选注》（合编，商务印书馆，1987年）
- 《欧洲文学史（第1卷）》（商务印书馆 1999年）ISBN 9787100028769
- 《欧洲文学史（第2卷）》（商务印书馆 2002年）ISBN 9787100031554
- 《欧洲文学史（第3卷）》（商务印书馆 2003年）ISBN 9787100032711
- 《英语史》（商务印书馆 1991年）ISBN 9787100009041
- 《英语学习经验谈／英语好学系列 》（北京大学出版社 2003年）ISBN 9787301022313
- 《蜜与蜡：西方文学阅读心得》（北京大学出版社 1995年）ISBN 9787301024454
- 《学习英语与从事英语工作的人生历程》（北京大学出版社 2005年）ISBN 9787301089187

## 译作
- 《约翰生〈莎士比亚戏剧集〉序》（中国社会科学院《文艺理论译丛》1958年第4期）
- 《艾略特文学论文集》（百花洲，1994年）